# Ebirah, Horror of the Deep

De Japanse filmposter met Godzilla in gevecht met Ebirah terwijl Mothra boven de Koning ter Monsters verschijnt.

Ebirah, Horror of the Deep (Japanse titel: Gojira, Ebira, Mosura Nankai no Daikettō/ゴジラ・エビラ・モスラ　南海の大決闘, letterlijk "Godzilla, Ebirah, Mothra: Groot duel in de Zuidzee"; Nederlandse titel: Motta, het vliegende Dracula-monster) is een Japanse kaijufilm uit 1966. De film werd geregisseerd door Jun Fukuda. De film is de zevende in de reeks van Godzillafilms.
De film speelt zich grotendeels af op een tropisch eiland. Daar er minder miniaturen nodig waren voor deze film, viel de film goedkoper uit dan voorgaande Godzilla-films.
De film hanteert een actie-avontuurbenadering, in tegenstelling tot de vorige films die meer een sciencefictionachtige ondertoon hadden. De film is in Noord-Amerika oorspronkelijk uitgegeven onder de titel Godzilla versus the Sea Monster.

## Verhaal
Nadat zijn broer Yata vermist is geraakt op zee, steelt de jonge Ryota een boot samen met twee vrienden en een bankrover om hem op te sporen. De groep komt echter oog in oog te staan met een zeemonster genaamd Ebirah, en spoelt aan op een eiland waar een terroristische organisatie haar hoofdkwartier blijkt te hebben. De organisatie genaamd Red Bamboo heeft de eilandbewoners tot slaven gemaakt. De inheemse bewoners hopen echter een nog slapende Mothra te wekken, zodat die hen kan helpen.
In hun pogingen om te ontkomen aan de organisatie komen Ryota en zijn vrienden de slapende Godzilla tegen in een grot. De groep komt met een plan om Red Bamboo te verslaan en van het eiland te ontsnappen. Ze gebruiken een bliksemafleider om Godzilla te wekken, die het meteen uitvecht met Ebirah. Ondertussen vernietigen Ryota en zijn vrienden de basis van Red Bamboo. Hier vinden zij de vermiste Yata. 
Nadat Godzilla Ebirah heeft verslagen, roepen de inheemsen Mothra op om de laatste leden van Red Bamboo te verdrijven.

## Rolverdeling
| Acteur           | Personage            |
| ---------------- | -------------------- |
| Akira Takarada   | Yoshimura            |
| Tooru Watanabe   | Ryouta               |
| Tooru Ibuki      | Yata                 |
| Choutarou Tougin | Ichino               |
| Hideo Sunazuka   | Nita                 |
| Kumi Mizuno      | Dayo                 |
| Pair Bambi       | Syoubijin            |
| Jun Tazaki       | Red Bamboo Commander |
| Akihiko Hirata   | Captain Ryuui        |
| Hisaya Itou      | Scientist #1         |
| Tadashi Okabe    | Scientist #2         |
| Yutaka Sada      | dorpeling            |
| Haruo Nakajima   | Godzilla             |
| Hiroshi Sekita   | Ebirah               |

## Achtergrond

### King Kong
Het verhaal van de film was oorspronkelijk bedoeld voor een King Kong-film getiteld Robinson Crusoe Sakusen: King Kong tai Ebirah (ロビンソン・クルーソー作戦　キングコング対エビラ, Robinson Kurūsō Sakusen Kingu Kongu tai Ebira, lit. "Operation Robinson Crusoe: King Kong vs. Ebirah"). Deze film stond gepland als een coproductie met de Amerikaanse studio Rankin-Bass. Rankin-Bass sloeg het script af en de King Kong-film werd herschreven tot King Kong Escapes. Toho paste het originele script vervolgens aan om er een Godzillafilm van te maken. Dat de producers eigenlijk King Kong in gedachten hadden als monster, is terug te zien aan Godzilla’s gedrag in de film. Zo wordt hij sterker door elektriciteit (gelijk aan King Kong in King Kong vs. Godzilla).

### Amerikaanse versie
In 1967 werd de film uitgebracht in Amerika. Een aantal scènes werden uit de Amerikaanse versie geknipt en de film zelf werd nagesynchroniseerd in het Engels. In totaal is de Amerikaanse versie vier minuten korter dan de Japanse.

### Opbrengst
In Japan werden voor de film 3.450.000 kaartjes verkocht.

### Alternatieve titels
- Gojira, Ebirah, Mosura: Nankai no daiketto

- Big Duel in the North

- Big Duel in the North Sea

- Ebirah, Horror of the Deep

- Ebirah, Terror of the Deep

- The Great South Seas Duel

- Ebirah vs. Godzilla

## Trivia
- Dit was de eerste Godzillafilm sinds Godzilla Raids Again die niet werd geregisseerd door Ishiro Honda.

- De naam Ebirah is een samentrekking van het Japanse woord voor garnaal (ebi) en ra.

- Godzilla vs. the Sea Monster was een van de twee Godzillafilms die werd gebruikt voor een aflevering van de serie Mystery Science Theater 3000. De andere was Godzilla vs. Megalon.